# KV Velorum
KV Velorum ist ein Doppelstern im Sternbild Vela in einer Entfernung von etwa 2650 Lichtjahren. Das System besteht auf einem heißen Unterzwerg der Spektralklasse sdO, welcher die helle Komponente bildet und einem Hauptreihenstern als Begleiter. Der heiße Unterzwerg erzeugt starke Reflexionen auf der Sternoberfläche des Begleiters, womit das System zu einer relativ seltenen Klasse rotationsveränderlicher Sterne gehört. Das System wird sich vermutlich zu einem kataklysmischen System weiterentwickeln. Des Weiteren ist das System von einem planetarischen Nebel umgeben.